# Catalina Foothills (Arizona)
Catalina Foothills es un lugar designado por el censo ubicado al norte de Tucson en el condado de Pima en el estado estadounidense de Arizona. En el Censo de 2010 tenía una población de 50 796 habitantes y una densidad poblacional de 465,79 personas por km².

## Geografía
Catalina Foothills se encuentra ubicado en las coordenadas 32°18′7″N 110°53′5″O / 32.30194, -110.88472. Según la Oficina del Censo de los Estados Unidos, Catalina Foothills tiene una superficie total de 109.05 km², de la cual 108.8 km² corresponden a tierra firme y (0.23%) 0.25 km² es agua.

## Demografía
Según el censo de 2010, había 50.796 personas residiendo en Catalina Foothills. La densidad de población era de 465,79 hab./km². De los 50.796 habitantes, Catalina Foothills estaba compuesto por el 88.88% blancos, el 1.37% eran afroamericanos, el 0.42% eran amerindios, el 5.19% eran asiáticos, el 0.06% eran isleños del Pacífico, el 1.91% eran de otras razas y el 2.18% pertenecían a dos o más razas. Del total de la población el 9.99% eran hispanos o latinos de cualquier raza.